# DJ Logic
DJ Logic (* 26. února 1972) je americký diskžokej. Věnoval se převážně hip hopu, občas však působí i v oblasti jiných žánrů, jako host vystupoval například s rockovou skupinou RatDog. Své první sólové album vydal v roce 1999 a následovala dvě další. V roce 2002 vydal album Front End Lifter. Jde o album dua Yohimbe Brothers, ve kterém jej doprovází kytarista Vernon Reid. Další album The Tao of Yo duo vydalo o dva roky později. Rovněž byl členem skupiny The John Popper Project a spolu s perkusionistou Billym Martinem vydal v roce 2003 jazzové album For No One in Particular.

## Sólová diskografie
- Project Logic (1999)
- The Anomaly (2001)
- Zen of Logic (2006)